# 战争罪和反人类罪不适用法定时效的欧洲公约
《战争罪和反人类罪不适用法定时效的欧洲公约》（下文简称《公约》）旨在确保对反人类罪的起诉和制裁执行均不适用时效限制。《公约》特别援引了联合国1948年《防止及惩治灭绝种族罪公约》和1949年保护战地武装部队伤者病者、战俘待遇、战时保护平民的日内瓦公约。公约于1974年1月25日在法国斯特拉斯堡开放签署，并于2003年6月27日生效。